# Joshua Kimmich
Joshua Walter Kimmich (IPA: [ˈjoːzu̯aː ˈkɪmɪç]; Rottweil, 8 febbraio 1995) è un calciatore tedesco, centrocampista o difensore del Bayern Monaco, di cui è vice-capitano, e  della nazionale tedesca, di cui è capitano.

## Caratteristiche tecniche
Considerato uno dei migliori centrocampisti del mondo e paragonato a Philipp Lahm, Kimmich nasce calcisticamente come mediano con doti di impostazione del gioco e di recupero del pallone sulla linea difensiva del campo, mentre con Pep Guardiola e la nazionale tedesca allenata dal commissario tecnico Joachim Löw ha giocato anche nel ruolo di centrocampista centrale e difensore centrale. Löw lo ha impiegato anche come terzino destro (ruolo che ha ricoperto prevalentemente sotto la guida di Carlo Ancelotti al Bayern) ed esterno destro di centrocampo.
Dotato di buona visione di gioco e controllo palla, è un giocatore geometrico, abile nei passaggi sia lunghi che corti, oltre a disporre di un'ottima personalità.

## Carriera

### Club

#### Gli inizi

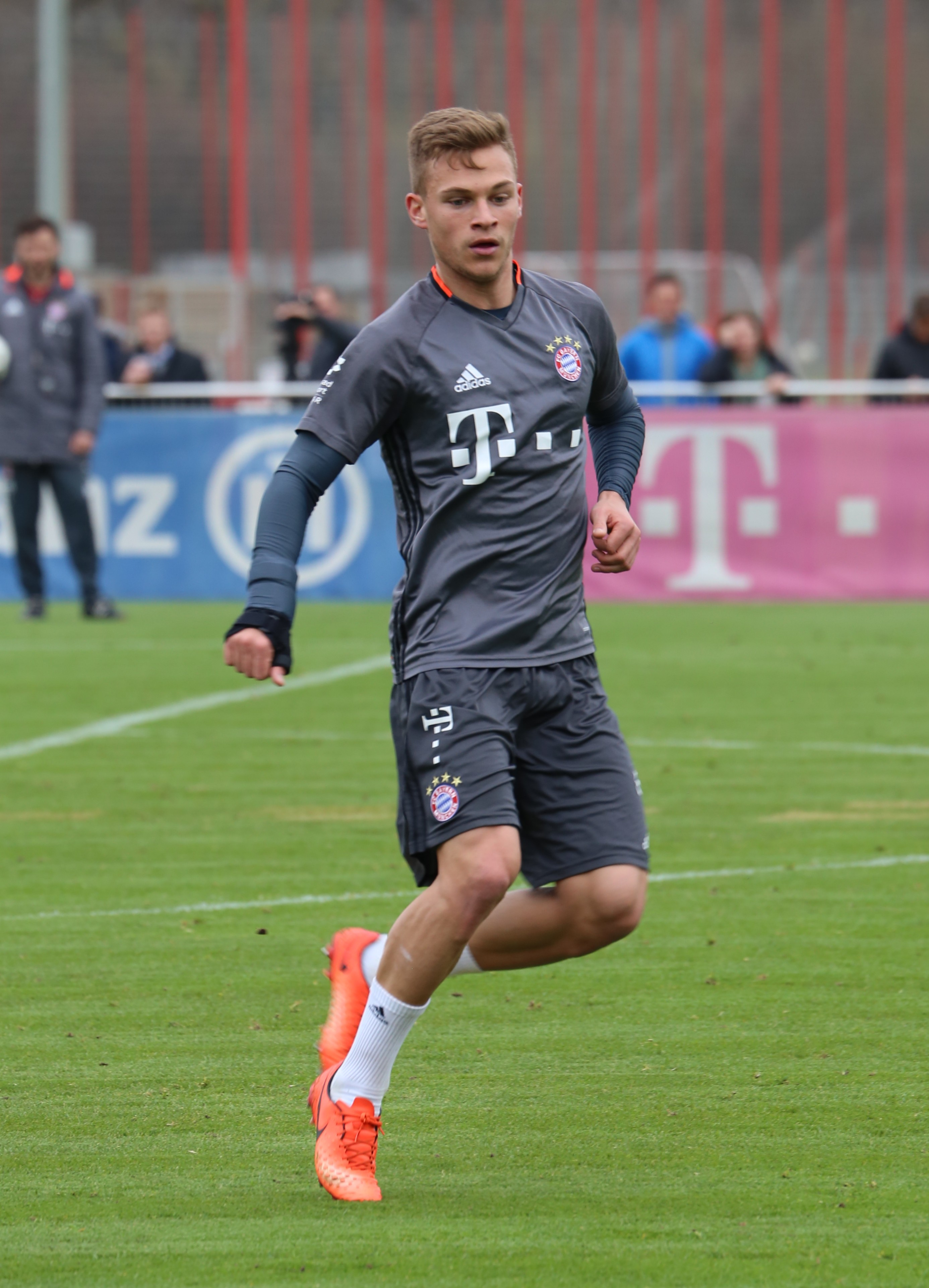
Kimmich in allenamento con il nel 2017.

Kimmich cresce calcisticamente nella regione tedesca del Baden-Württemberg, dapprima nelle file del Bösingen per poi approdare nelle giovanili dello Stoccarda.

#### RB Lipsia
All'inizio della stagione 2013-2014 viene ceduto al RB Lipsia, all'epoca militante nella 3. Liga tedesca, con il diritto di riacquisto da parte del club di Stoccarda. Nello stesso anno viene premiato con la medaglia d'argento nella categoria Under-18 del Fritz-Walter-Medaille, premio riservato ai migliori giovani calciatori tedeschi.

#### Bayern Monaco
Durante la stagione 2014-2015 lo Stoccarda esercita il diritto di riacquisto e cede Kimmich al Bayern Monaco.
Il 1º luglio 2015 si trasferisce ai bavaresi, firmando un contratto in scadenza il 30 giugno 2020. Alla prima stagione s'impone già come titolare (anche grazie agli infortuni dei titolari), vincendo a fine anno il campionato e la Coppa di Germania. Nei quattro anni successivi vince altrettanti campionati, altre due Coppe di Germania e quattro Supercoppe tedesche, assumendo un ruolo sempre più importante all'interno della squadra. Nella stagione 2019-2020, oltre al campionato e alla Coppa nazionale, vince la sua prima Champions League, grazie al successo in finale contro il Paris Saint-Germain per 1-0. Nell'ottobre 2020 viene premiato come miglior difensore della Champions League 2019-2020.

### Nazionale

#### Nazionali giovanili

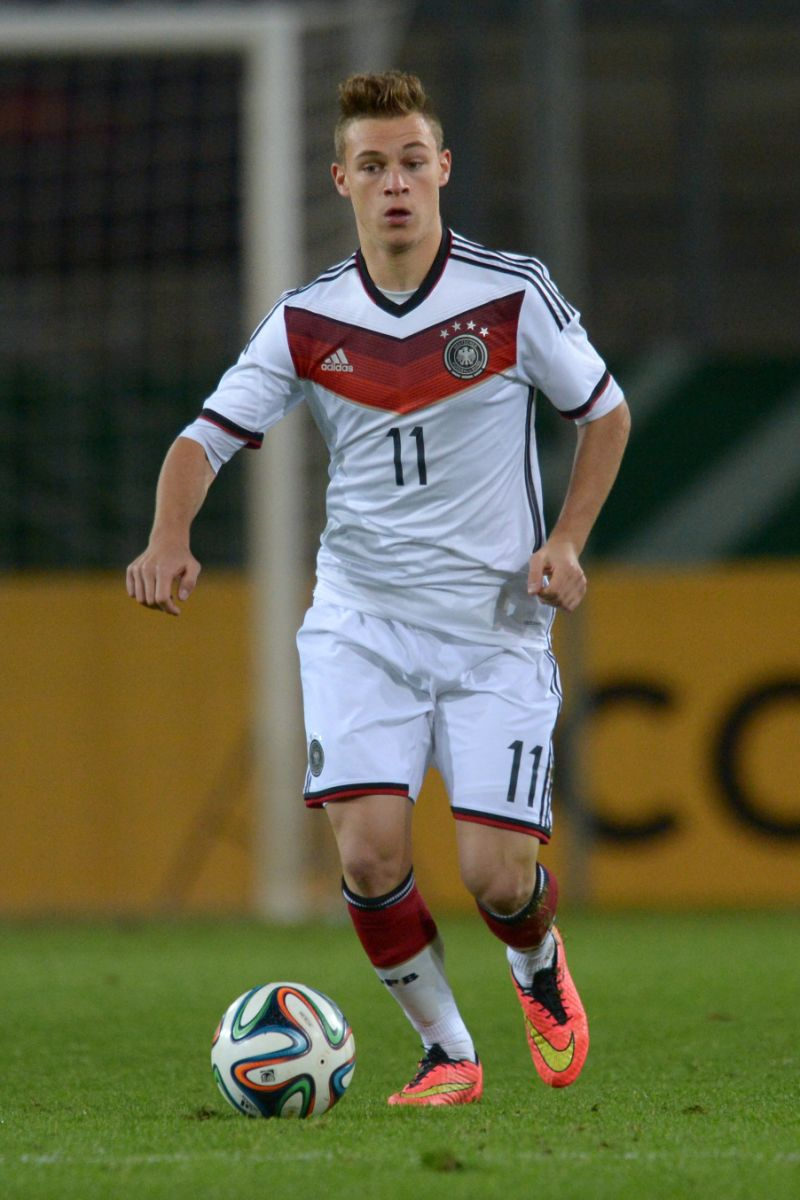
Kimmich con la maglia di una selezione giovanile tedesca nel 2014.

Nell'estate del 2014 vince, con la nazionale Under-19, il campionato europeo di categoria, battendo in finale i pari età del Portogallo. Lo stesso anno viene premiato con la medaglia di bronzo nella categoria Under-19 del Premio Fritz Walter. Nel 2015 partecipa al campionato europeo Under-21, dove i tedeschi arrivano in semifinale, sconfitti dai pari età del Portogallo.

#### Nazionale maggiore
Debutta con la nazionale maggiore il 29 maggio 2016 in un'amichevole contro la Slovacchia persa per 1-3. Successivamente viene convocato per il campionato europeo del 2016 in Francia, dove gioca da titolare 4 partite, fino all'eliminazione dei tedeschi in semifinale per mano dei padroni di casa della Francia.
Il 4 settembre 2016, nella partita di qualificazione al campionato mondiale del 2018 vinta per 3-0 a Oslo contro la Norvegia, mette a segno la sua prima rete con la nazionale tedesca.
Il 2 luglio 2017 si aggiudica con la nazionale tedesca la Confederations Cup svoltasi in Russia, dopo aver giocato tutte le gare del torneo da titolare.
Nel giugno 2018 viene convocato per il campionato mondiale del 2018 in Russia, dove la nazionale tedesca viene eliminata nella fase a gironi.
Il 2 settembre 2024, a seguito del ritiro della nazionale d'Ilkay Gündogan, diventa il nuovo capitano della Mannschaft.
Partecipa alla fase finale della UEFA Nations League 2025 che si svolge in Germania, in cui, in occasione della semifinale persa 1-2 contro il Portogallo, raggiunge quota 100 presenze con la selezione teutonica.

## Statistiche

### Presenze e reti nei club
Statistiche aggiornate al 28 maggio 2025.
| Stagione             | Squadra              | Campionato           | Campionato | Campionato | Coppe nazionali | Coppe nazionali | Coppe nazionali | Coppe continentali | Coppe continentali | Coppe continentali | Altre coppe | Altre coppe | Altre coppe | Totale | Totale |
| Stagione             | Squadra              | Comp                 | Pres       | Reti       | Comp            | Pres            | Reti            | Comp               | Pres               | Reti               | Comp        | Pres        | Reti        | Pres   | Reti   |
| -------------------- | -------------------- | -------------------- | ---------- | ---------- | --------------- | --------------- | --------------- | ------------------ | ------------------ | ------------------ | ----------- | ----------- | ----------- | ------ | ------ |
| 2013-2014            | RB Lipsia            | 3.BL                 | 26         | 1          | CG              | 0               | 0               |                    | -                  | -                  |             | -           | -           | 26     | 1      |
| 2014-2015            | RB Lipsia            | 2.BL                 | 27         | 2          | CG              | 2               | 0               |                    | -                  | -                  |             | -           | -           | 29     | 2      |
| Totale RB Lipsia     | Totale RB Lipsia     | Totale RB Lipsia     | 53         | 3          |                 | 2               | 0               |                    | -                  | -                  |             | -           | -           | 55     | 3      |
| 2015-2016            | Bayern Monaco        | BL                   | 23         | 0          | CG              | 4               | 0               | UCL                | 9                  | 0                  | SG          | 0           | 0           | 36     | 0      |
| 2016-2017            | Bayern Monaco        | BL                   | 27         | 6          | CG              | 4               | 0               | UCL                | 8                  | 3                  | SG          | 1           | 0           | 40     | 9      |
| 2017-2018            | Bayern Monaco        | BL                   | 29         | 1          | CG              | 6               | 1               | UCL                | 11                 | 4                  | SG          | 1           | 0           | 47     | 6      |
| 2018-2019            | Bayern Monaco        | BL                   | 34         | 2          | CG              | 6               | 0               | UCL                | 7                  | 0                  | SG          | 1           | 0           | 48     | 2      |
| 2019-2020            | Bayern Monaco        | BL                   | 33         | 4          | CG              | 6               | 1               | UCL                | 11                 | 2                  | SG          | 1           | 0           | 51     | 7      |
| 2020-2021            | Bayern Monaco        | BL                   | 27         | 4          | CG              | 1               | 0               | UCL                | 7                  | 1                  | SG+SU+Cmc   | 1+1+2       | 1+0+0       | 39     | 6      |
| 2021-2022            | Bayern Monaco        | BL                   | 28         | 3          | CG              | 2               | 0               | UCL                | 8                  | 0                  | SG          | 1           | 0           | 39     | 3      |
| 2022-2023            | Bayern Monaco        | BL                   | 33         | 5          | CG              | 4               | 1               | UCL                | 9                  | 1                  | SG          | 1           | 0           | 47     | 7      |
| 2023-2024            | Bayern Monaco        | BL                   | 28         | 1          | CG              | 2               | 0               | UCL                | 12                 | 1                  | SG          | 1           | 0           | 43     | 2      |
| 2024-2025            | Bayern Monaco        | BL                   | 33         | 3          | CG              | 3               | 0               | UCL                | 14                 | 0                  | Cmc         | -           | -           | 50     | 3      |
| Totale Bayern Monaco | Totale Bayern Monaco | Totale Bayern Monaco | 295        | 29         |                 | 38              | 3               |                    | 96                 | 12                 |             | 11          | 1           | 440    | 45     |
| Totale carriera      | Totale carriera      | Totale carriera      | 348        | 32         |                 | 41              | 3               |                    | 96                 | 12                 |             | 11          | 1           | 490    | 48     |

### Cronologia presenze e reti in nazionale
| Cronologia completa delle presenze e delle reti in nazionale ― Germania | Cronologia completa delle presenze e delle reti in nazionale ― Germania | Cronologia completa delle presenze e delle reti in nazionale ― Germania | Cronologia completa delle presenze e delle reti in nazionale ― Germania | Cronologia completa delle presenze e delle reti in nazionale ― Germania | Cronologia completa delle presenze e delle reti in nazionale ― Germania | Cronologia completa delle presenze e delle reti in nazionale ― Germania | Cronologia completa delle presenze e delle reti in nazionale ― Germania |
| Data                                                                    | Città                                                                   | In casa                                                                 | Risultato                                                               | Ospiti                                                                  | Competizione                                                            | Reti                                                                    | Note                                                                    |
| ----------------------------------------------------------------------- | ----------------------------------------------------------------------- | ----------------------------------------------------------------------- | ----------------------------------------------------------------------- | ----------------------------------------------------------------------- | ----------------------------------------------------------------------- | ----------------------------------------------------------------------- | ----------------------------------------------------------------------- |
| 29-5-2016                                                               | Augusta                                                                 | Germania                                                                | 1 – 3                                                                   | Slovacchia                                                              | Amichevole                                                              | -                                                                       | 75’                                                                     |
| 21-6-2016                                                               | Parigi                                                                  | Irlanda del Nord                                                        | 0 – 1                                                                   | Germania                                                                | Euro 2016 - 1º turno                                                    | -                                                                       |                                                                         |
| 26-6-2016                                                               | Lilla                                                                   | Germania                                                                | 3 – 0                                                                   | Slovacchia                                                              | Euro 2016 - Ottavi di finale                                            | -                                                                       | 46’                                                                     |
| 2-7-2016                                                                | Bordeaux                                                                | Germania                                                                | 1 – 1 dts (6 – 5 dtr)                                                   | Italia                                                                  | Euro 2016 - Quarti di finale                                            | -                                                                       |                                                                         |
| 7-7-2016                                                                | Marsiglia                                                               | Germania                                                                | 0 – 2                                                                   | Francia                                                                 | Euro 2016 - Semifinale                                                  | -                                                                       |                                                                         |
| 31-8-2016                                                               | Mönchengladbach                                                         | Germania                                                                | 2 – 0                                                                   | Finlandia                                                               | Amichevole                                                              | -                                                                       |                                                                         |
| 4-9-2016                                                                | Oslo                                                                    | Norvegia                                                                | 0 – 3                                                                   | Germania                                                                | Qual. Mondiali 2018                                                     | 1                                                                       |                                                                         |
| 8-10-2016                                                               | Amburgo                                                                 | Germania                                                                | 3 – 0                                                                   | Rep. Ceca                                                               | Qual. Mondiali 2018                                                     | -                                                                       |                                                                         |
| 11-10-2016                                                              | Hannover                                                                | Germania                                                                | 2 – 0                                                                   | Irlanda del Nord                                                        | Qual. Mondiali 2018                                                     | -                                                                       |                                                                         |
| 11-11-2016                                                              | Serravalle                                                              | San Marino                                                              | 0 – 8                                                                   | Germania                                                                | Qual. Mondiali 2018                                                     | -                                                                       |                                                                         |
| 15-11-2016                                                              | Milano                                                                  | Italia                                                                  | 0 – 0                                                                   | Germania                                                                | Amichevole                                                              | -                                                                       |                                                                         |
| 22-3-2017                                                               | Dortmund                                                                | Germania                                                                | 1 – 0                                                                   | Inghilterra                                                             | Amichevole                                                              | -                                                                       |                                                                         |
| 26-3-2017                                                               | Baku                                                                    | Azerbaigian                                                             | 1 – 4                                                                   | Germania                                                                | Qual. Mondiali 2018                                                     | -                                                                       |                                                                         |
| 6-6-2017                                                                | Brøndby                                                                 | Danimarca                                                               | 1 – 1                                                                   | Germania                                                                | Amichevole                                                              | 1                                                                       |                                                                         |
| 10-6-2017                                                               | Norimberga                                                              | Germania                                                                | 7 – 0                                                                   | San Marino                                                              | Qual. Mondiali 2018                                                     | -                                                                       |                                                                         |
| 19-6-2017                                                               | Soči                                                                    | Australia                                                               | 2 – 3                                                                   | Germania                                                                | Conf. Cup 2017 - 1º turno                                               | -                                                                       |                                                                         |
| 22-6-2017                                                               | Kazan'                                                                  | Germania                                                                | 1 – 1                                                                   | Cile                                                                    | Conf. Cup 2017 - 1º turno                                               | -                                                                       |                                                                         |
| 25-6-2017                                                               | Soči                                                                    | Germania                                                                | 3 – 1                                                                   | Camerun                                                                 | Conf. Cup 2017 - 1º turno                                               | -                                                                       |                                                                         |
| 29-6-2017                                                               | Soči                                                                    | Germania                                                                | 4 – 1                                                                   | Messico                                                                 | Conf. Cup 2017 - Semifinale                                             | -                                                                       |                                                                         |
| 2-7-2017                                                                | San Pietroburgo                                                         | Cile                                                                    | 0 – 1                                                                   | Germania                                                                | Conf. Cup 2017 - Finale                                                 | -                                                                       | 59’                                                                     |
| 1-9-2017                                                                | Praga                                                                   | Rep. Ceca                                                               | 1 – 2                                                                   | Germania                                                                | Qual. Mondiali 2018                                                     | -                                                                       |                                                                         |
| 4-9-2017                                                                | Stoccarda                                                               | Germania                                                                | 6 – 0                                                                   | Norvegia                                                                | Qual. Mondiali 2018                                                     | -                                                                       |                                                                         |
| 5-10-2017                                                               | Belfast                                                                 | Irlanda del Nord                                                        | 1 – 3                                                                   | Germania                                                                | Qual. Mondiali 2018                                                     | 1                                                                       |                                                                         |
| 8-10-2017                                                               | Kaiserslautern                                                          | Germania                                                                | 5 – 1                                                                   | Azerbaigian                                                             | Qual. Mondiali 2018                                                     | -                                                                       |                                                                         |
| 10-11-2017                                                              | Londra                                                                  | Inghilterra                                                             | 0 – 0                                                                   | Germania                                                                | Amichevole                                                              | -                                                                       |                                                                         |
| 23-3-2018                                                               | Düsseldorf                                                              | Germania                                                                | 1 – 1                                                                   | Spagna                                                                  | Amichevole                                                              | -                                                                       |                                                                         |
| 27-3-2018                                                               | Berlino                                                                 | Germania                                                                | 0 – 1                                                                   | Brasile                                                                 | Amichevole                                                              | -                                                                       |                                                                         |
| 2-6-2018                                                                | Klagenfurt                                                              | Austria                                                                 | 2 – 1                                                                   | Germania                                                                | Amichevole                                                              | -                                                                       |                                                                         |
| 8-6-2018                                                                | Leverkusen                                                              | Germania                                                                | 2 – 1                                                                   | Arabia Saudita                                                          | Amichevole                                                              | -                                                                       | 81’                                                                     |
| 17-6-2018                                                               | Mosca                                                                   | Germania                                                                | 0 – 1                                                                   | Messico                                                                 | Mondiali 2018 - 1º turno                                                | -                                                                       |                                                                         |
| 23-6-2018                                                               | Soči                                                                    | Germania                                                                | 2 – 1                                                                   | Svezia                                                                  | Mondiali 2018 - 1º turno                                                | -                                                                       |                                                                         |
| 27-6-2018                                                               | Kazan'                                                                  | Corea del Sud                                                           | 2 – 0                                                                   | Germania                                                                | Mondiali 2018 - 1º turno                                                | -                                                                       |                                                                         |
| 6-9-2018                                                                | Monaco di Baviera                                                       | Germania                                                                | 0 – 0                                                                   | Francia                                                                 | UEFA Nations League 2018-2019 - 1º turno                                | -                                                                       |                                                                         |
| 9-9-2018                                                                | Sinsheim                                                                | Germania                                                                | 2 – 1                                                                   | Perù                                                                    | Amichevole                                                              | -                                                                       |                                                                         |
| 13-10-2018                                                              | Amsterdam                                                               | Paesi Bassi                                                             | 3 – 0                                                                   | Germania                                                                | UEFA Nations League 2018-2019 - 1º turno                                | -                                                                       |                                                                         |
| 16-10-2018                                                              | Saint-Denis                                                             | Francia                                                                 | 2 – 1                                                                   | Germania                                                                | UEFA Nations League 2018-2019 - 1º turno                                | -                                                                       |                                                                         |
| 15-11-2018                                                              | Lipsia                                                                  | Germania                                                                | 3 – 0                                                                   | Russia                                                                  | Amichevole                                                              | -                                                                       |                                                                         |
| 19-11-2018                                                              | Gelsenkirchen                                                           | Germania                                                                | 2 – 2                                                                   | Paesi Bassi                                                             | UEFA Nations League 2018-2019 - 1º turno                                | -                                                                       | 68’                                                                     |
| 20-3-2019                                                               | Wolfsburg                                                               | Germania                                                                | 1 – 1                                                                   | Serbia                                                                  | Amichevole                                                              | -                                                                       |                                                                         |
| 24-3-2019                                                               | Amsterdam                                                               | Paesi Bassi                                                             | 2 – 3                                                                   | Germania                                                                | Qual. Euro 2020                                                         | -                                                                       |                                                                         |
| 8-6-2019                                                                | Barysaŭ                                                                 | Bielorussia                                                             | 0 – 2                                                                   | Germania                                                                | Qual. Euro 2020                                                         | -                                                                       |                                                                         |
| 11-6-2019                                                               | Magonza                                                                 | Germania                                                                | 8 – 0                                                                   | Estonia                                                                 | Qual. Euro 2020                                                         | -                                                                       |                                                                         |
| 6-9-2019                                                                | Amburgo                                                                 | Germania                                                                | 2 – 4                                                                   | Paesi Bassi                                                             | Qual. Euro 2020                                                         | -                                                                       | 35’                                                                     |
| 9-9-2019                                                                | Belfast                                                                 | Irlanda del Nord                                                        | 0 – 2                                                                   | Germania                                                                | Qual. Euro 2020                                                         | -                                                                       |                                                                         |
| 9-10-2019                                                               | Dortmund                                                                | Germania                                                                | 2 – 2                                                                   | Argentina                                                               | Amichevole                                                              | -                                                                       | cap. 11’                                                                |
| 13-10-2019                                                              | Tallinn                                                                 | Estonia                                                                 | 0 – 3                                                                   | Germania                                                                | Qual. Euro 2020                                                         | -                                                                       |                                                                         |
| 16-11-2019                                                              | Mönchengladbach                                                         | Germania                                                                | 4 – 0                                                                   | Bielorussia                                                             | Qual. Euro 2020                                                         | -                                                                       |                                                                         |
| 19-11-2019                                                              | Francoforte sul Meno                                                    | Germania                                                                | 6 – 1                                                                   | Irlanda del Nord                                                        | Qual. Euro 2020                                                         | -                                                                       |                                                                         |
| 10-10-2020                                                              | Kiev                                                                    | Ucraina                                                                 | 1 – 2                                                                   | Germania                                                                | UEFA Nations League 2020-2021 - 1º turno                                | -                                                                       |                                                                         |
| 13-10-2020                                                              | Colonia                                                                 | Germania                                                                | 3 – 3                                                                   | Svizzera                                                                | UEFA Nations League 2020-2021 - 1º turno                                | -                                                                       |                                                                         |
| 25-3-2021                                                               | Duisburg                                                                | Germania                                                                | 3 – 0                                                                   | Islanda                                                                 | Qual. Mondiali 2022                                                     | -                                                                       |                                                                         |
| 28-3-2021                                                               | Bucarest                                                                | Romania                                                                 | 0 – 1                                                                   | Germania                                                                | Qual. Mondiali 2022                                                     | -                                                                       | 90+3’                                                                   |
| 31-3-2021                                                               | Duisburg                                                                | Germania                                                                | 1 – 2                                                                   | Macedonia del Nord                                                      | Qual. Mondiali 2022                                                     | -                                                                       |                                                                         |
| 2-6-2021                                                                | Innsbruck                                                               | Germania                                                                | 1 – 1                                                                   | Danimarca                                                               | Amichevole                                                              | -                                                                       |                                                                         |
| 7-6-2021                                                                | Düsseldorf                                                              | Germania                                                                | 7 – 1                                                                   | Lettonia                                                                | Amichevole                                                              | -                                                                       |                                                                         |
| 15-6-2021                                                               | Monaco di Baviera                                                       | Francia                                                                 | 1 – 0                                                                   | Germania                                                                | Euro 2020 - 1º turno                                                    | -                                                                       | 7’                                                                      |
| 19-6-2021                                                               | Monaco di Baviera                                                       | Portogallo                                                              | 2 – 4                                                                   | Germania                                                                | Euro 2020 - 1º turno                                                    | -                                                                       |                                                                         |
| 23-6-2021                                                               | Monaco di Baviera                                                       | Germania                                                                | 2 – 2                                                                   | Ungheria                                                                | Euro 2020 - 1º turno                                                    | -                                                                       |                                                                         |
| 29-6-2021                                                               | Londra                                                                  | Inghilterra                                                             | 2 – 0                                                                   | Germania                                                                | Euro 2020 - Ottavi di finale                                            | -                                                                       |                                                                         |
| 2-9-2021                                                                | San Gallo                                                               | Liechtenstein                                                           | 0 – 2                                                                   | Germania                                                                | Qual. Mondiali 2022                                                     | -                                                                       | cap. 82’                                                                |
| 5-9-2021                                                                | Stoccarda                                                               | Germania                                                                | 6 – 0                                                                   | Armenia                                                                 | Qual. Mondiali 2022                                                     | -                                                                       | 61’                                                                     |
| 8-9-2021                                                                | Reykjavík                                                               | Islanda                                                                 | 0 – 4                                                                   | Germania                                                                | Qual. Mondiali 2022                                                     | -                                                                       |                                                                         |
| 8-10-2021                                                               | Amburgo                                                                 | Germania                                                                | 2 – 1                                                                   | Romania                                                                 | Qual. Mondiali 2022                                                     | -                                                                       | Cap.                                                                    |
| 11-10-2021                                                              | Skopje                                                                  | Macedonia del Nord                                                      | 0 – 4                                                                   | Germania                                                                | Qual. Mondiali 2022                                                     | -                                                                       |                                                                         |
| 4-6-2022                                                                | Bologna                                                                 | Italia                                                                  | 1 – 1                                                                   | Germania                                                                | UEFA Nations League 2022-2023 - 1º turno                                | 1                                                                       |                                                                         |
| 7-6-2022                                                                | Monaco di Baviera                                                       | Germania                                                                | 1 – 1                                                                   | Inghilterra                                                             | UEFA Nations League 2022-2023 - 1º turno                                | -                                                                       |                                                                         |
| 11-6-2022                                                               | Budapest                                                                | Ungheria                                                                | 1 – 1                                                                   | Germania                                                                | UEFA Nations League 2022-2023 - 1º turno                                | -                                                                       |                                                                         |
| 14-6-2022                                                               | Mönchengladbach                                                         | Germania                                                                | 5 – 2                                                                   | Italia                                                                  | UEFA Nations League 2022-2023 - 1º turno                                | 1                                                                       |                                                                         |
| 23-9-2022                                                               | Lipsia                                                                  | Germania                                                                | 0 – 1                                                                   | Ungheria                                                                | UEFA Nations League 2022-2023 - 1º turno                                | -                                                                       | 25’                                                                     |
| 26-9-2022                                                               | Londra                                                                  | Inghilterra                                                             | 3 – 3                                                                   | Germania                                                                | UEFA Nations League 2022-2023 - 1º turno                                | -                                                                       | cap.                                                                    |
| 16-11-2022                                                              | Mascate                                                                 | Oman                                                                    | 0 – 1                                                                   | Germania                                                                | Amichevole                                                              | -                                                                       | 46’                                                                     |
| 23-11-2022                                                              | Al Rayyan                                                               | Germania                                                                | 1 – 2                                                                   | Giappone                                                                | Mondiali 2022 - 1º turno                                                | -                                                                       |                                                                         |
| 27-11-2022                                                              | Al Khor                                                                 | Spagna                                                                  | 1 – 1                                                                   | Germania                                                                | Mondiali 2022 - 1º turno                                                | -                                                                       | 60’                                                                     |
| 1-12-2022                                                               | Al Khor                                                                 | Costa Rica                                                              | 2 – 4                                                                   | Germania                                                                | Mondiali 2022 - 1º turno                                                | -                                                                       |                                                                         |
| 25-3-2023                                                               | Magonza                                                                 | Germania                                                                | 2 – 0                                                                   | Perù                                                                    | Amichevole                                                              | -                                                                       | cap.                                                                    |
| 28-3-2023                                                               | Colonia                                                                 | Germania                                                                | 2 – 3                                                                   | Belgio                                                                  | Amichevole                                                              | -                                                                       | cap.                                                                    |
| 12-6-2023                                                               | Brema                                                                   | Germania                                                                | 3 – 3                                                                   | Ucraina                                                                 | Amichevole                                                              | 1                                                                       | cap.                                                                    |
| 16-6-2023                                                               | Varsavia                                                                | Polonia                                                                 | 1 – 0                                                                   | Germania                                                                | Amichevole                                                              | -                                                                       | cap. 80’                                                                |
| 20-6-2023                                                               | Gelsenkirchen                                                           | Germania                                                                | 0 – 2                                                                   | Colombia                                                                | Amichevole                                                              | -                                                                       | 79’                                                                     |
| 9-9-2023                                                                | Wolfsburg                                                               | Germania                                                                | 1 – 4                                                                   | Giappone                                                                | Amichevole                                                              | -                                                                       |                                                                         |
| 18-11-2023                                                              | Berlino                                                                 | Germania                                                                | 2 – 3                                                                   | Turchia                                                                 | Amichevole                                                              | -                                                                       | 71’                                                                     |
| 21-11-2023                                                              | Vienna                                                                  | Austria                                                                 | 2 – 0                                                                   | Germania                                                                | Amichevole                                                              | -                                                                       | 61’ 87’                                                                 |
| 23-3-2024                                                               | Lione                                                                   | Francia                                                                 | 0 – 2                                                                   | Germania                                                                | Amichevole                                                              | -                                                                       |                                                                         |
| 26-3-2024                                                               | Francoforte sul Meno                                                    | Germania                                                                | 2 – 1                                                                   | Paesi Bassi                                                             | Amichevole                                                              | -                                                                       | 79’                                                                     |
| 3-6-2024                                                                | Norimberga                                                              | Germania                                                                | 0 – 0                                                                   | Ucraina                                                                 | Amichevole                                                              | -                                                                       |                                                                         |
| 7-6-2024                                                                | Mönchengladbach                                                         | Germania                                                                | 2 – 1                                                                   | Grecia                                                                  | Amichevole                                                              | -                                                                       | 68’                                                                     |
| 14-6-2024                                                               | Monaco di Baviera                                                       | Germania                                                                | 5 – 1                                                                   | Scozia                                                                  | Euro 2024 - 1º turno                                                    | -                                                                       |                                                                         |
| 19-6-2024                                                               | Stoccarda                                                               | Germania                                                                | 2 – 0                                                                   | Ungheria                                                                | Euro 2024 - 1º turno                                                    | -                                                                       |                                                                         |
| 23-6-2024                                                               | Francoforte sul Meno                                                    | Svizzera                                                                | 1 – 1                                                                   | Germania                                                                | Euro 2024 - 1º turno                                                    | -                                                                       |                                                                         |
| 29-6-2024                                                               | Dortmund                                                                | Germania                                                                | 2 – 0                                                                   | Danimarca                                                               | Euro 2024 - Ottavi di finale                                            | -                                                                       |                                                                         |
| 5-7-2024                                                                | Stoccarda                                                               | Spagna                                                                  | 2 – 1 dts                                                               | Germania                                                                | Euro 2024 - Quarti di finale                                            | -                                                                       |                                                                         |
| 7-9-2024                                                                | Düsseldorf                                                              | Germania                                                                | 5 – 0                                                                   | Ungheria                                                                | UEFA Nations League 2024-2025 - 1º turno                                | -                                                                       | cap.                                                                    |
| 10-9-2024                                                               | Amsterdam                                                               | Paesi Bassi                                                             | 2 – 2                                                                   | Germania                                                                | UEFA Nations League 2024-2025 - 1º turno                                | 1                                                                       | cap.                                                                    |
| 11-10-2024                                                              | Zenica                                                                  | Bosnia ed Erzegovina                                                    | 1 – 2                                                                   | Germania                                                                | UEFA Nations League 2024-2025 - 1º turno                                | -                                                                       | cap. 90+6’                                                              |
| 14-10-2024                                                              | Monaco di Baviera                                                       | Germania                                                                | 1 – 0                                                                   | Paesi Bassi                                                             | UEFA Nations League 2024-2025 - 1º turno                                | -                                                                       | cap.                                                                    |
| 16-11-2024                                                              | Friburgo in Brisgovia                                                   | Germania                                                                | 7 – 0                                                                   | Bosnia ed Erzegovina                                                    | UEFA Nations League 2024-2025 - 1º turno                                | -                                                                       | cap. 73’                                                                |
| 19-11-2024                                                              | Budapest                                                                | Ungheria                                                                | 1 – 1                                                                   | Germania                                                                | UEFA Nations League 2024-2025 - 1º turno                                | -                                                                       | cap. 46’                                                                |
| 20-3-2025                                                               | Milano                                                                  | Italia                                                                  | 1 – 2                                                                   | Germania                                                                | UEFA Nations League 2024-2025 - Quarti di finale                        | -                                                                       | cap.                                                                    |
| 23-3-2025                                                               | Dortmund                                                                | Germania                                                                | 3 – 3                                                                   | Italia                                                                  | UEFA Nations League 2024-2025 - Quarti di finale                        | 1                                                                       | cap.                                                                    |
| 4-6-2025                                                                | Monaco di Baviera                                                       | Germania                                                                | 1 – 2                                                                   | Portogallo                                                              | UEFA Nations League 2024-2025 - Semifinale                              | -                                                                       | cap.                                                                    |
| 8-6-2025                                                                | Stoccarda                                                               | Germania                                                                | 0 – 2                                                                   | Francia                                                                 | UEFA Nations League 2024-2025 - Finale 3º posto                         | -                                                                       | cap.                                                                    |
| Totale                                                                  |                                                                         | Presenze                                                                | 101                                                                     |                                                                         | Reti                                                                    | 8                                                                       |                                                                         |

## Palmarès

### Club

#### Competizioni nazionali
- Campionato tedesco: 9

Bayern Monaco: 2015-2016, 2016-2017, 2017-2018, 2018-2019, 2019-2020, 2020-2021, 2021-2022, 2022-2023, 2024-2025
- Coppa di Germania: 3

Bayern Monaco: 2015-2016, 2018-2019, 2019-2020
- Supercoppa di Germania: 7

Bayern Monaco: 2016, 2017, 2018, 2020, 2021, 2022, 2025

#### Competizioni internazionali
- UEFA Champions League: 1

Bayern Monaco: 2019-2020
- Supercoppa UEFA: 1

Bayern Monaco: 2020
- Coppa del mondo per club: 1

Bayern Monaco: 2020

### Nazionale
- Campionato d'Europa Under-19: 1

Ungheria 2014
- Confederations Cup: 1

Russia 2017

### Individuale
- Fritz-Walter-Medaille: 2

Under-18 2013 (argento), Under-19 2014 (bronzo)
- Europei Top 11: 1

Francia 2016
- Miglior giocatore della Supercoppa di Germania: 2

2017, 2020
- Squadra della stagione della UEFA Champions League: 2

2017-2018, 2019-2020
- UEFA Club Football Awards: 1

Miglior difensore: 2019-2020
- Squadra dell'anno UEFA: 1

2020
- FIFA FIFPro World XI: 1

2020